# Liste des intercommunalités de la Creuse

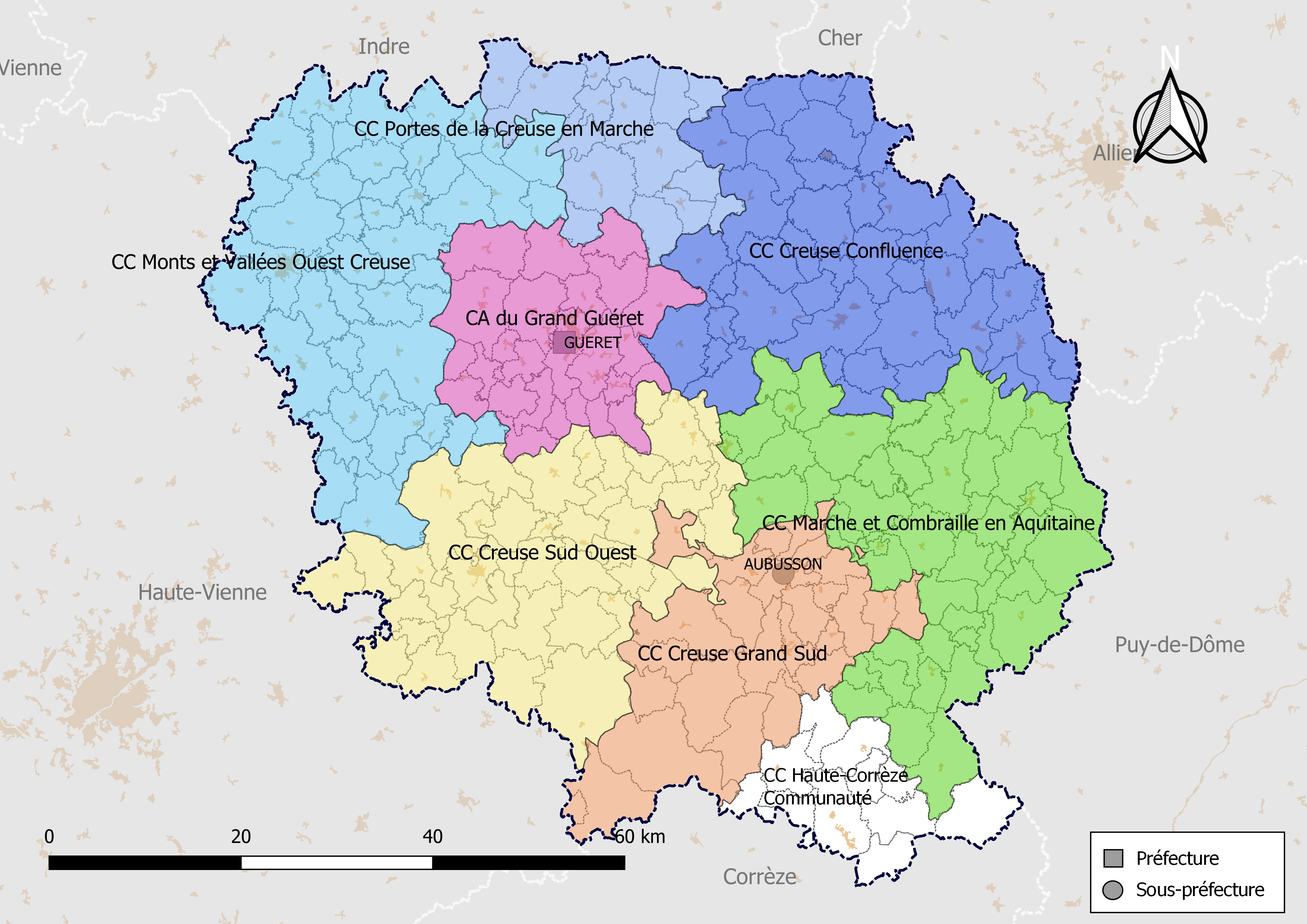
Carte des EPCI de la Creuse au 1er janvier 2019.

Au 1er janvier 2020, le département de la Creuse compte 9 établissements publics de coopération intercommunale à fiscalité propre dont le siège est dans le département (1 communauté d'agglomération et 8 communautés de communes). Par ailleurs, 11 communes sont groupées dans une intercommunalité dont le siège est situé hors du département.

## Intercommunalités à fiscalité propre
| Forme juridique                                           | Nom                                            | no SIREN  | Date de création | Nombre de communes      | Population (der. pop. légale) | Superficie (km2) | Densité (hab./km2) | Siège                   | Président         |
| --------------------------------------------------------- | ---------------------------------------------- | --------- | ---------------- | ----------------------- | ----------------------------- | ---------------- | ------------------ | ----------------------- | ----------------- |
| Communauté d'agglomération                                | CA du Grand Guéret                             | 200034825 | 1er janvier 2013 | 25                      | 28 494 (2021)                 | 480,60           | 59                 | Guéret                  | Eric Correia      |
| Communauté de communes                                    | Communauté de communes du Pays Dunois          | 242320109 | 1er janvier 2017 | 17                      | 6 942 (2021)                  | 339,50           | 20                 | Dun-le-Palestel         | Laurent Daulny    |
| Communauté de communes                                    | Communauté de communes de Bénévent-Grand-Bourg | 242320000 | 1er janvier 1995 | 16                      | 6 794 (2021)                  | 389,40           | 17                 | Le Grand-Bourg          | Olivier Mouveroux |
| Communauté de communes                                    | Communauté de communes du Pays Sostranien      | 242300135 | 28 décembre 1995 | 10                      | 10 287 (2021)                 | 273,30           | 38                 | La Souterraine (Creuse) | Etienne Lejeune   |
| Communauté de communes                                    | Creuse Confluence                              | 200067544 | 1er janvier 2017 | 41                      | 16 479 (2022)                 | 985,30           | 17                 | Boussac-Bourg           | Nicolas Simonnet  |
| Communauté de communes                                    | CC Creuse Sud-Ouest                            | 200067189 | 1er janvier 2017 | 43                      | 13 478 (2021)                 | 908,60           | 15                 | Saint-Dizier-Masbaraud  | Sylvain Gaudy     |
| Communauté de communes                                    | CC Marche et Combraille en Aquitaine           | 200067593 | 1er janvier 2017 | 50                      | 13 128 (2021)                 | 964,80           | 14                 | Auzances                | Gérard Guyonnet   |
| Communauté de communes                                    | CC Creuse Grand Sud                            | 200044014 | 1er janvier 2014 | 26                      | 11 593 (2021)                 | 612,60           | 19                 | Aubusson                | Valérie Bertin    |
| Communauté de communes                                    | CC Portes de la Creuse en Marche               | 200041556 | 1er janvier 2014 | 16                      | 6 591 (2021)                  | 345,30           | 19                 | Genouillac              | Guy Marsaleix     |
| Intercommunalité dont le siège est situé hors département |                                                |           |                  |                         |                               |                  |                    |                         |                   |
| Communauté de communes                                    | CC Haute-Corrèze Communauté                    | 200066744 | 1er janvier 2017 | 70 (dont 11 dans le 23) | 32 003 (2021)                 | 1 784,60         | 18                 | Ussel (19)              | Pierre Chevalier  |

## Historique

### Évolutions au1erjanvier 2020
Les communautés de commune du Pays Dunois, du Pays Sostranien et de Bénévent-Grand-Bourg sont recréées à partir de Monts et Vallées Ouest Creuse qui aura vécu 3 ans.

### Évolutions au1erjanvier 2017
La Creuse passe de 15 à 7 EPCI à fiscalité propre ayant leur siège dans le département. Le schéma départemental de coopération intercommunale arrêté le 30 mars 2016 prévoyait une réduction plus forte avec seulement 4 intercommunalités couvrant le département. La commission départementale de coopération intercommunale de septembre 2016 décide finalement de s'en tenir à sept à travers les évolutions suivantes :
- Création de la communauté de communes Pays de Boussac, Carrefour des Quatre Provinces, Évaux-les-Bains/Chambon-sur-Voueize par fusion de la communauté de communes du Pays de Boussac, de la communauté de communes du Carrefour des Quatre Provinces et de la communauté de communes d'Évaux-les-Bains Chambon-sur-Voueize.
- Création de la communauté de communes Chénérailles, Auzances/Bellegarde et Haut Pays Marchois par fusion de la communauté de communes de Chénérailles, de la communauté de communes d'Auzances - Bellegarde et de la communauté de communes du Haut Pays Marchois.
- Création de la communauté de communes Ciate, Bourganeuf/Royère-de-Vassivière par fusion de la communauté intercommunale d'aménagement du territoire Creuse-Thaurion-Gartempe et de la communauté de communes Bourganeuf et Royère-de-Vassivière.
- Création de la communauté de communes Pays Dunois, Pays Sostranien, Bénévent/Grand-Bourg (Monts et Vallées Ouest Creuse) par fusion de la communauté de communes du Pays Dunois, de la communauté de communes du Pays Sostranien et de la communauté de communes de Bénévent-Grand-Bourg.
- Création de la communauté de communes Haute-Corrèze Communauté, dont le siège est situé dans la Corrèze, par fusion de 5 communautés de communes (Gorges de la Haute-Dordogne, Pays d’Eygurande, Sources de la Creuse, Ussel – Meymac – Haute-Corrèze, Val et plateaux bortois) et extension à 10 des 18 communes d’une 6e (Bugeat Sornac Millevaches au Cœur).

### Évolutions antérieures
- Communauté de communes Aubusson-Felletin, créée en 2000, dissoute en 2013.
- Communauté de communes des Deux Vallées, créée en 1998, dissoute en 2013.
- Communauté de communes Marche Avenir, créée en 1992, dissoute en 2013.
- Communauté de communes de la Petite Creuse, créée en 2002, dissoute en 2013.
- Communauté de communes du Plateau de Gentioux, créée en 1992, dissoute en 2013.